# فريمونت كول
فريمونت كول هو سياسي أمريكي، ولد في 18 سبتمبر 1856، وتوفي في 15 نوفمبر 1915. نشط حزبياً في الحزب الجمهوري. وقد انتخب عضو جمعية ولاية نيويورك ‏.